# Mimetite
La mimetite è un minerale appartenente al gruppo dell'apatite.
Il suo nome deriva dal greco mimethes, che significa "imitatore": deve il suo nome alla sua stretta somiglianza con la piromorfite.

## Abito cristallino
La mimetite si presenta in cristalli piramidali, prismatici (in forma di prismi sottili) o globulari (a sferette o in forme simili) a forma di botte, forma questa, così come la struttura globulare, particolarmente evidente nella varietà campilite.

## Origine e giacitura
Si forma nei giacimenti secondari di piombo o comunque in giacimenti metalliferi complessi del tipo piombo-zinciferi ed è spesso associata a galena, vanadinite, emimorfite e arsenopirite.

## Forma in cui si presenta in natura
In cristalli esagonali prismatici o tabulari spesso smussati a formare dei «bariletti», oppure uniti a formare dei gruppi arborescenti. Si riscontra molto raramente la geminazione secondo {1022}.

## Proprietà chimico-fisiche
- Peso molecolare: 1488,21 grammomolecole[2]
- Solubilità: il minerale risulta solubile in acido nitrico[3]
- Fosforescenza: il minerale presenta fosforescenza ai raggi ultravioletti corti e lunghi in arancione[2]
- Indice di elettroni: 5,99 g/cm³[2]
- Indici quantici[2]:
  - Fermioni: 0,15
  - Bosoni: 0,85
- Indici di fotoelettricità[2]:
  - PE: 1290,30 barn/elettroni
  - ρ: 7733,29 barn/cm³
- Indice di radioattività: GRapi: 0 (il minerale non è radioattivo][2]

## Località di ritrovamento
A Tsumeb in Namibia ove sono stati trovati dei campioni generalmente gialli, in Messico dove sono stati trovati dei campioni verdi associati a wulfenite, in due miniere in Arizona ove sono stati trovati dei campioni arancioni, a Johanngeorgenstadt in Sassonia (Germania) ove sono stati trovati dei campioni marroni a bariletto della varietà Campillite, nel Cumberland si trovano molto comunemente dei cristalli.

## Varietà
La mimetite-M è un politipo della mimetite.

## Galleria di esemplari di mimetite

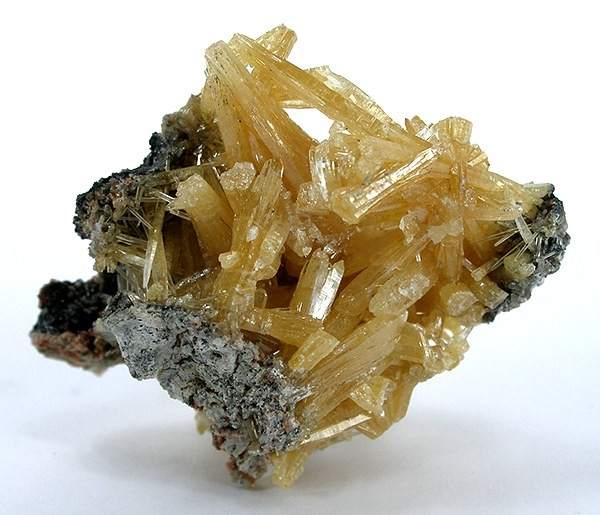
Mimetite dalla miniera di Tsumeb, Namibia
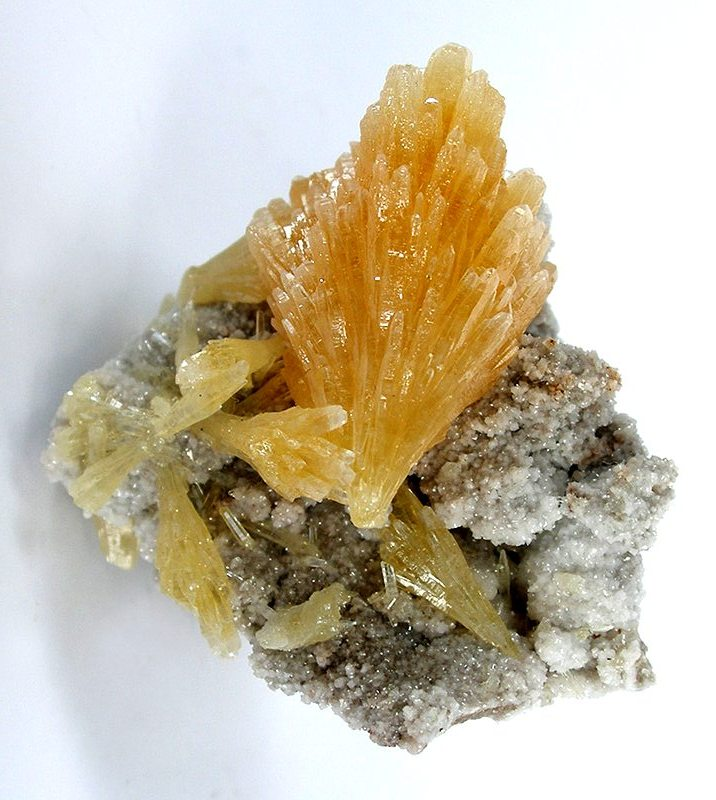
Grappolo di cristalli di mimetite traslucidi e dorati
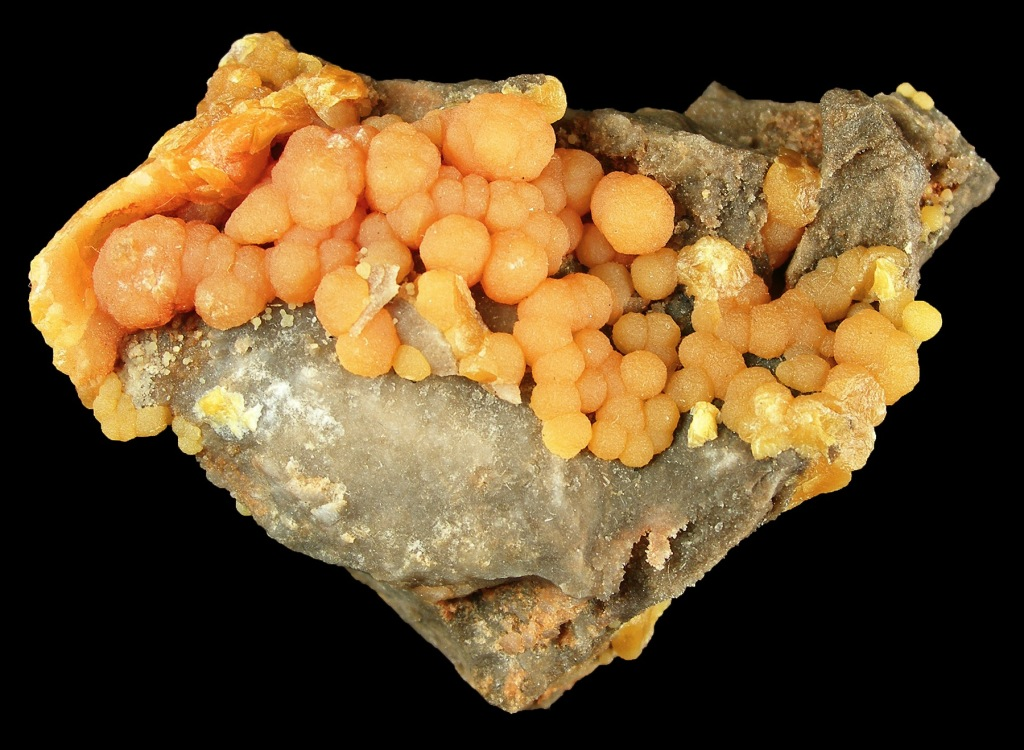
Aggregati sferici di mimetite botroide
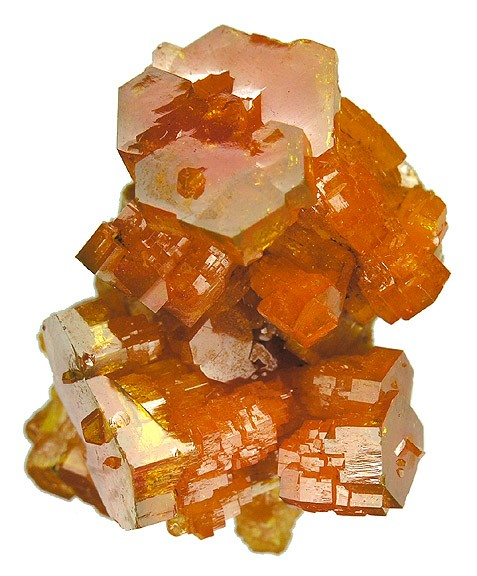
Mimetite, miniera di Pingtouling, provincia del Guangdong , Cina. Dimensioni: 2,2 x 2,1 x 1,8 cm